# Beth Bonner
Elizabeth »Beth« Bonner, ameriška atletinja, * 9. junij 1952, Reedsville, Zahodna Virginija, ZDA, † 9. oktober 1998.
Ni nastopila na poletnih olimpijskih igrah. Leta 1971 je kot prva atletinja osvojila New Yorški maraton. 9. maj 1971 je postavila svetovni rekord v maratonu, ki ga je še popravila 19. septembra istega leta in kot prva atletinja maraton pretekla pod tremi urami. Rekord je držala do decembra 1971.
| Rekordi                     | Rekordi                                                       | Rekordi                   |
| --------------------------- | ------------------------------------------------------------- | ------------------------- |
| Predhodnik: Caroline Walker | Svetovna rekorderka v maratonu 9. maj 1971 – 5. december 1971 | Naslednik: Cheryl Bridges |